# گراهام وایلی
گراهام وایلی (به انگلیسی: Graham Wylie) (زاده ۱۹۵۹) کارآفرین، بازرگان و مدیر اجرایی بریتانیایی است، که در سال ۱۹۸۱ گروه سیج را با مشارکت دیوید گلدمن و پل مولر تأسیس نمود.